# Nu vor fi divorțuri
Nu vor fi divorțuri (în poloneză Rozwodów nie będzie) este un film polonez alb-negru din 1964, regizat de Jerzy Stefan Stawiński⁠(d). Toate cele trei segmente care compun filmul sunt plasate în realitățile și peisajele Varșoviei de la începutul anilor 1960 și sunt animate de muzica jazz poloneză din acele vremuri.

## Rezumat
Filmul este compus din trei segmente, conectate între ele prin faptul că ajung să se desfășoare într-un loc comun: Oficiul Stării Civile de la intersecția Străzii Nowy Świat⁠(d) (Ulica Nowy Świat) și Bulevardului Ierusalim⁠(d) (Aleje Jerozolimskie) din Varșovia. Acțiunea personajelor se desfășoară pe fundalul vieții autentice a Varșoviei de la începutul anilor 1960.
Primul segment (19 min.) narează povestea lui Tomek Jaworek (Władysław Kowalski⁠(d)), un tânăr membru al echipei care construiește linii de înaltă tensiune, și a Alinei Borowska (Marta Lipińska⁠(d)), o tânără doctoriță de la serviciul medical de urgență. Cei doi urmează să se căsătorească, dar ceea ce contează cel mai mult pentru amândoi este munca lor, pe care cei doi o consideră ca misiune. Viața lor comună suferă din acest motiv. El vine la Oficiul Stării Civile direct de la serviciu, dar ea întârzie la ceremonie, ceea ce cauzează o ceartă între viitorii miri, care decid să se despartă. Cei doi iubiți se întâlnesc apoi în autobuz și lămuresc toate neînțelegerile.
În al doilea segment (35 min.), doi tineri – Marek Konar (Zbigniew Dobrzyński⁠(d)), un inginer proaspăt absolvent, și Joanna Kaliszewska (Teresa Tuszyńska⁠(d)), o studentă frumoasă și talentată aflată în pragul absolvirii facultății, pe care cunoscuții o consideră o fată inaccesibilă – se cunosc la o petrecere într-un cămin studențesc și pun pariu acolo, într-un gest de teribilism, că se vor căsători a doua zi la Oficiul Stării Civile și că niciunul dintre ei nu se va răzgândi în ultimul moment. Căsătoria lor are loc a doua zi și prilejuiește un scandal în cadrul familiilor celor doi tineri, care declară părinților că vor divorța, dar cu toate acestea dragostea se înfiripă între ei.
Eroina celui de-al treilea segment (39 min.) este Kasia (Magdalena Zawadzka⁠(d)), o absolventă de liceu, care a fugit din provincie la Varșovia pentru a se căsători acolo cu iubitul ei, Tadek (Paweł Galia⁠(d)). Cu toate acestea, funcționarii Oficiului Stării Civile îi informează că nu pot să-i căsătorească pentru că nu sunt încă majori. Tadek se întoarce amărât la țară, dar Kasia rămâne în capitală pentru a-și găsi fericirea aici. Ea vrea să urmeze aici o carieră artistică și decide, la un moment dat, să folosească serviciile unei agenții matrimoniale pentru a-și găsi un soț bogat. În biroul agenției Kasia cunoaște un bărbat pe nume Gruszka (Zbigniew Cybulski), care duce o viață prosperă, dar leneșă, ca producător de sifoane. Gruszka îi face avansuri, dar intențiile lui nu par serioase. Fata evaluează situația în mod practic și respinge avansurile pețitorului neserios, apoi devine studentă la Facultatea de Medicină, având un succes imediat în relațiile cu tinerii de vârsta ei.

## Distribuție

### Segmentul I
- Marta Lipińska⁠(d) — Alina Borowska
- Władysław Kowalski⁠(d) — Tomek Jaworek
- Barbara Rylska⁠(d) — Bożena, martoră la căsătoria Alinei cu Tomasz
- Wieńczysław Gliński⁠(d) — martor la căsătoria Alinei cu Tomek
- Roman Kłosowski⁠(d) — bărbat de la Oficiul Stării Civile
- Bolesław Płotnicki⁠(d) — funcționar de la Oficiul Stării Civile
- Wojciech Rajewski⁠(d) — „martorul de profesie” de la Oficiul Stării Civile
- Helena Dąbrowska⁠(d) — florăreasa (nemenționată)
- Jerzy Dobrowolski⁠(d) — fotograful de la Oficiul Stării Civile (nemenționat)
- Stanisław Gawlik⁠(d) — muncitor (nemenționat)
- Władysław Głąbik — șoferul Józio (nemenționat)
- Wacław Kowalski⁠(d) — portarul de la Palatul Culturii și Științei (nemenționat)
- Jadwiga Kuryluk⁠(d) — doamna Szulc, „mireasa” de la Oficiul Stării Civile (nemenționată)
- Włodzimierz Kwaskowski⁠(d) — domnul Fabisiak, „mirele” de la Oficiul Stării Civile (nemenționat)
- Zdzisław Lubelski⁠(d) — muncitorul Kozłowski (nemenționat)
- Henryk Rzętkowski⁠(d) — bărbatul din autobuz (nemenționat)

### Segmentul al II-lea
- Teresa Tuszyńska⁠(d) — Joanna Kaliszewska
- Zbigniew Dobrzyński⁠(d) — Marek Konar
- Elżbieta Kępińska⁠(d) — Basia, gazda petrecerii
- Irena Orska⁠(d) — Zofia Kaliszewska, mama Joannei
- Pola Raksa — Krysia
- Elżbieta Święcicka⁠(d) — secretara Oficiului Stării Civile (apare în toate cele trei părți, menționată Jadwiga)
- Tadeusz Kalinowski⁠(d) — Kaliszewski, tatăl Joannei
- Andrzej Kozak⁠(d) — Roman
- Adam Pawlikowski⁠(d) — funcționar de la Oficiul Stării Civile (apare în toate cele trei părți)
- Andrzej Szajewski⁠(d) — Krzysztof
- Zygmunt Hobot⁠(d) — prietenul Basiei de la petrecerea aniversară (nemenționat)
- Iwa Młodnicka⁠(d) — prietena Basiei de la petrecerea aniversară (nemenționată)

### Segmentul al III-lea
- Magdalena Zawadzka⁠(d) — Kasia
- Teresa Iżewska⁠(d) — proprietara unei agenții matrimoniale
- Zbigniew Cybulski — Gruszka
- Paweł Galia⁠(d) — Tadek (menționat Tadeusz)
- Zdzisław Maklakiewicz — directorul „Estrada”
- Andrzej Nowakowski⁠(d) — culegătorul beat
- Józef Pieracki⁠(d) — funcționarul de la Oficiul de Ocupare a Forței de Muncă
- Maciej Damięcki⁠(d) — băiatul care părăsește Universitatea din Varșovia (nemenționat)
- Jarosław Kuszewski⁠(d) — milițianul (nemenționat)
- Medard Plewacki⁠(d) — proprietarul unui autoturism furat (nemenționat)
- Włodzimierz Press⁠(d) — hoțul de automobile (nemenționat)

## Producție
Filmul a fost produs de compania Zespół Filmowy Kamera⁠(d). Filmările au avut loc în mai multe locuri din orașul Varșovia: Palatul Culturii și Științei (Pałac Kultury i Nauki), Gara Warszawa Gdańska⁠(d), Bulevardului Ierusalim⁠(d) (Aleje Jerozolimskie), Palatul Branicki⁠(d) de pe Ulica Nowy Świat⁠(d), complexul de locuințe de la intersecția Plac Teatralny⁠(d) cu Ulica Bielańska⁠(d), cinematograful „Skarpa”⁠(d) de pe Ulica Kopernika⁠(d), Piața Trei Cruci⁠(d) (Plac Trzech Krzyży), casa de pe Aleje Ujazdowskie⁠(d) nr. 22 , străzile: Nowy Świat⁠(d), Mickiewicza⁠(d), Bracka⁠(d) etc.